# Lord's (metrostation)
Lord's is een voormalig station van de metro van Londen aan de Metropolitan Line.

## Geschiedenis
Nadat op 10 januari 1863 de eerste metrolijn ter wereld, de Metropolitan Railway (MR) was geopend werd aan beide uiteinden gewerkt aan verlengingen. Daarnaast werd een zijlijn naar Hampstead gepland vanaf Baker Street, de Metropolitan and St. John's Wood Railway. Op 13 april 1868 opende het eerste deel, waaronder Lord's, tussen Baker Street en Swiss Cottage. 
Het enkelsporige traject werd bij Baker Street via een wissel gekoppeld aan de MR die tot 1869 ook iedere 20 minuten een metro liet rijden. Het hele traject ligt in een tunnel die op een aantal plaatsen onderbroken is door een sleuf in de open lucht die zodoende de mogelijkheid biedt om stoom en rook kwijt te kunnen. In 1882 werd alsnog dubbelspoor gelegd toen de lijn werd geïntegreerd in de MR. 
Door de verlengingen en vertakkingen aan de westkant en de nieuwe woonwijken, metroland, in het noordwesten werd de overgang van de viersporige bovengrondse lijn op de dubbelsporige tunnel in toenemende mate een flessenhals. In 1933 werd het OV in Londen genationaliseerd in de London Passenger Transport Board die met het New Works Programme 1935 – 1940 kwam om knelpunten in het metronet op te lossen en nieuwe wijken op de metro aan te sluiten. 
Om de opstoppingen bij Finchley Road op te lossen werd besloten om de sporen van de stopdiensten van/naar Stanmore via een geboorde tunnel aan te sluiten op de Bakerloo line bij Baker Street. Lord's zou worden vervangen door een nieuw station,  St. John's Wood, aan de te bouwen Stanmoretak van de Bakerloo line. Het station uit 1868 zou dan alleen bediend worden tijdens cricketwedstrijden van de topklasse. Door het uitbreken van de Tweede Wereldoorlog werd dit idee geschrapt en het station sloot op 19 november 1939, de dag voor de opening van de Stanmoretak.

## Ligging en inrichting
Het station lag bij de kruising van St. John's Wood Road, Wellington Road en Park Road. In de loop der tijd had het verschillende namen en vlak voor de sluiting kreeg het de naam Lord's als verwijzing naar de nabijgelegen Lord's Cricket Ground. Het oorspronkelijke station was niet in staat om de toeschouwers tijdens cricketwedstrijden af te handelen en werd daarom in 1924 gesloopt om plaats te maken voor een nieuw gebouw. Dit nieuwe gebouw werd ontworpen door Charles W. Clark en op 1 april 1925 geopend. Hij gebruikte de ruimte boven de sporen en onder het glazen dak als parkeergarage door een betonnen bodemplaat boven de sporen aan te brengen. 
Het bovengrondse gebouw overleefde tot de late jaren 1960, toen het werd gesloopt. Het terrein is daarna bebouwd, sinds 2004 was er een noodtoegangspunt en een trappenhuis ging daardoor naar een stuk van het perron dat aan de spoorzijde overbleef.